# 有殻アメーバ
有殻アメーバ (ゆうかくアメーバ、testate amoeba) は、壺などの形の殻を持ち、その開口部から仮足を出して運動する単細胞生物である。分類学上は特に幅の広い仮足（葉状仮足）をもつ群を指し、ナベカムリ目（Arcellinida）ないし有殻アメーバ目（Testacida）と呼ぶ。
殻を持つアメーバ類には糸状仮足を持つものもあり、それらを含めて有殻アメーバと呼ぶこともあるが、実際には異なる系統に属していて有殻糸状根足虫類として別にまとめられる。こちらは殻に独特の特徴があって区別できる場合が多いが、判別が難しい場合もある。殻を持つ肉質虫としては他に放散虫や太陽虫、有孔虫があるが、それらは殻の特徴がはっきりしているので混同することはない。

## 殻の形
アメーバ類は不定形であることで有名である。実際には全くの不定形ではなく、仮足の概形や出る方向など、それぞれの系統群毎に傾向があるが、固定的な外形を持たない為にその分類が難しかったのは確かである。それに対して、有殻アメーバの分類は、殻にはっきりと特徴が出るので古くから大いに発展した。この点はカタツムリとナメクジの関係に似ている。
有殻アメーバ類の殻は、壷形や皿形など様々な形があるが、いずれも開口部を一ヶ所持つ。また有孔虫の殻（test）のように、内部が複数の部屋（chamber）に分かれることはない。
殻はキチン質や石灰質等の分泌物で作られ、それら分泌物のみから構成されるものと、さらに砂粒や珪藻類の殻といった異物を膠着するものとがある。殻の材質として珪酸質は稀であるが、Lesquereusia 属ではソーセージ型の構成単位から成る珪酸質の殻を作る。

## 生態
一般にベントスであるが、水草などの浮遊物に付着する事で実質的にプランクトンとなっている場合もある。大部分は淡水産であり、海産の種は少ない。富栄養な浅い水域で多く見ることができ、活性汚泥中にもよく出現するものがある。
原生生物としては大型の部類に入り、殻の直径が100μmを越える事もある。元々動きは緩慢であまり活発ではないが、顕微鏡観察時には死細胞の分解の遅い殻だけが観察される事も多く、注意が必要である。
生体をそっと置いておくと、仮足を出して活動する様子が観察される。オオアメーバ Amoeba proteus などのように細胞全体が流動するのとは異なり、殻から出てくるのは仮足のみである。普通は枝分かれのない先端の丸い棒状の仮足が殻の口から伸び、それを引っ込めながら殻が移動する。言わば蛸壷からタコが足を伸ばし、壷を引きずって移動するような調子である。仮足は偏平ではなく厚みがある指のような形のものも多い。殻の内部では、原形質は数カ所で殻の内側と接触を持ち、それ以外の部分では原形質と殻の間に隙間がある。

## 分類
古くは仮足の形に関わりなく有殻根足虫亜綱（Testacea）としてまとめていたが、1960年代頃から殻の有無よりも仮足の形に系統的な意味合いを認める傾向が強まった。したがって分類学上は、まずアメーバを葉状仮足を持つものと糸状仮足を持つものに分け、葉状仮足を持つもののうちで殻のあるものをここに含めるようになった。これは2005年に報告された18S rDNA配列に基づく分子系統解析によって裏付けられており、ナベカムリ目（Arcellinida）の大部分は確かにアメーボゾアに含まれる事が示されている。
ナベカムリ目は殻の組成によって分類されてきたが、上述の分子系統解析は殻の組成が系統を反映しないことを示唆している。したがってナベカムリ目内部の系統関係も早晩見直されることになろう。なかでもコクリオポディウム（カラモチアメーバ）は、細胞表面に有機的な鱗片（tectum）を持つことから、原始的な有殻アメーバと考えられ伝統的にナベカムリ目に含められてきた。しかし同時に報告された分子系統解析によって、アメーボゾアに含まれているがナベカムリ目とは独立した別個の系統に属することが示されている。
以下にナベカムリ目の分類を示すが、上述の通りの問題点を抱えた体系であることに留意されたい。
ナベカムリ目（有殻変形虫類） Arcellinida
- ナベカムリ亜目 Arcellina
  - コクリオポディウム（カラモチアメーバ）科 Cochliopodiidae - Cochliopodium コクリオポディウム（カラモチアメーバ）属、Gocevia ゴセビア属
  - ミクロコリシア科 Microcoryciidae - Amphizonella、Zonomyxa、Dplochlamys、Microcorycia ミクロコリシア属、Microchlamys、Penardochlamys、Parmulina
  - ナベカムリ科 Arcellidae - Arcella ナベカムリ属、Pyxidicula、Antarcella アントアルケラ属
  - ヒアロスフェニア科 Hyalospheniidae - Sexangularia、Wailesella、Leptochlamys、Difflugiella ディフルギエラ属、Cryptodifflugia クリプトディフルギア属、Hyalosphenia ヒアロスフェニア属
- ナガツボカムリ亜目 Difflugina
  - ナガツボカムリ科 Difflugiidae - Lesquereusia レスクエルシア属、Maghrebia、Pontigulasia ポンティグラシア属、Protocucurbitella、Difflugia ナガツボカムリ属、Pseudocucurbitella、Cucurbitella ククルビテラ属
  - トゲフセツボカムリ科 Centropyxidae - Centropyxis トゲフセツボカムリ属、Cyclopyxis、Distomatopyxis、Geopyxella、Trigonopyxis、Pseudoawerintzewia、Awerintzewia
  - パラクアドルラ科 Paraquadrulidae - Paraquadrula パラクアドルラ属、Quadrulella クアドルレラ属、Pomoriella
  - アミカムリ科 Nebelidae - Heleopora、Nebela アミカムリ属
  - プラギオピキシス科 Plagiopyxidae - Bullinularia、Hoogenraadia、Plagiopyxis プラギオピキシス属
- フリガネラ亜目 Phryganellina
  - フリガネラ科 Phryganellidae - Phryganella フリガネラ属